# Pangasius kunyit
Pangasius kunyit är en fiskart som beskrevs av Pouyaud, Teugels och Legendre, 1999. Pangasius kunyit ingår i släktet Pangasius och familjen Pangasiidae. Inga underarter finns listade i Catalogue of Life.